# 임권
임권(任權, 1486년 1월 5일 ~ 1557년 6월 17일)은 조선 중기의 문신이자 정치인, 학자, 시인이다. 본관은 풍천(豊川)으로, 자(字)는 사경(士經)이고, 호는 정곡(靜谷), 별호는 정용재(靜容齋), 정용(靜容), 시호는 정헌(靖憲)이다. 원종공신(原從功臣)에 책록되었고, 《중종실록》과 《인종실록》의 편수에 참여하였다.
1507년(중종 2) 진사에 합격, 1513년 전시(殿試)에 합격하고 그해의 식년시에 을과로 입격하여 삼사의 요직과 집의, 수찬, 교리, 정랑 등을 지냈다. 특히 사헌부집의와 홍문관전한에 있을 때 여러 재상의 비위 사실을 논박 규탄하였고, 1520년(중종 15) 종부시정(宗簿寺正)으로 종친(宗親)들의 비리와 비행(非行)을 낫낫이 지적하였다. 1527년 직제학에 올랐다가 1530년 집의(執義)가 되어 이조판서 장순손(張順孫)과 대립하다가 사섬시정(司贍寺正)으로 벼슬이 좌천되었다. 다시 벼슬에 올라 김안로(金安老)의 폐정(弊政)을 건의하다가 파직되었다. 1537년 김안로가 축출되자 병조참지로 등용되었다. 그 뒤 윤원형 등이 서얼허통을 제안하였을 때는 조선의 사정을 이유로 이를 반대하기도 했다.
1539년 동지사(冬至使)로 명나라에 다녀왔다. 귀국 후 예조참판을 지내고 경상도 관찰사가 되었다. 경상도 관찰사 때 신병을 이유로 사퇴했으며 다시 이조 참판을 거쳐 전라도관찰사를 지내고 좌참판에 이르렀다. 병조판서, 예조판서가 되었으며 1546년에는 위사원종공신 3등에 녹훈되고 정헌(正憲)으로 승진하였다. 춘추관지사를 겸임하고 그후 우참찬이 되었다가 좌참찬이 되었으며, 다시 우참찬이 되었다. 생전 최종 관직은 정헌대부였는데 비석에는 자헌대부로 쓰여졌다. 그는 허례허식을 싫어하고, 고루한 것을 싫어하였다. 소간공 임유겸(任由謙)의 아들이고, 정헌공 임추(任樞)의 동생이다.

## 생애

### 생애 초반
임자송의 후손으로 보은현감 증 이조참판 임효돈(任孝敦)의 증손으로, 할아버지는 수안군수(邃安君守) 증 이조판서 임한(任漢)이고, 아버지는 공조판서와 지중추부사를 지낸 소간공 임유겸(任由謙)이며, 어머니는 예안이씨로 청단찰방(靑丹察訪) 이신(李愼)의 딸이다. 정헌공 임추(任樞)가 그의 친형이었다. 숙부는 임유손(任由遜)으로 그는 임진왜란 때의 장군 충간공(忠簡公) 애탄 임현(愛灘 任鉉)의 증조부가 된다.
호는 정곡(靜谷)인데, 별호로 정용재(靜容齋), 정용(靜容) 등의 호를 사용하기도 했다. 어려서 한성부의 5부학당 중 북학(北學)에서 수학했는데, 소세양은 여기서 그를 처음 만났다고 한다. 그의 형 임추도 한때 북학에서 수학했다 한다. 용재 이행의 문하생이던 소세양(蘇世讓)은 원래 북부학당에 다니다가 이행의 문인이 됐는데, 북부학당 재학 중 만난 소세양 등과 평생 교류하였다.
1507년(중종 2) 진사시험에 합격하여 진사가 되고 1513년(중종 8) 전시(殿試)에 합격하고 그해의 식년 문과에 최종적으로 을과로 급제하여 바로 훈련원권지(訓鍊院權知)로 임명되었다가 다시 승문원(承文院)에 보직되었다.

### 삼사 관료 생활
이후 승문원 권지부정자에 제수된 뒤 예문관검열(檢閱), 승문원정자, 저작, 병조정랑(兵曹正郞) 등에 임명되었다. 이후 홍문관부수찬·수찬, 사간원정언, 이조정랑, 병조정랑 등을 역임하고 사헌부지평, 세자시강원보덕(世子侍講院輔德) 등을 지냈다. 사헌부집의(司憲府執義)와 홍문관전한(典翰)에 있을 때 그는 여러 재상의 비리 사실을 논박하였다.
1514년(중종 9) 기사관(記事官)으로 다시 사관이 되었고, 그해 7월 홍문관 정자로 전직되어 경연전경(典經)을 겸직하였다. 그해 10월 20일 홍문관 저작(弘文館著作)이 되었다가 1515년 1월 다시 홍문관정자가 되고, 그해 4월 홍문관 저작이 되어 경연설경(說經)을 겸직했다. 1515년 신용개, 박열(朴說) 등이 노비 남녀와 양민 남녀가 결혼하여 태어난 자식을 노비의 주인이 취하는 것과, 자신의 서자 서녀, 얼자 얼녀를 면천시키는 것을 개정할 것을 건의하자, 그는 이를 개정할 필요가 굳이 없다고 반대하는 유순의 의견을 지지하였다.
1515년(중종 10) 3월 장경왕후 윤씨가 죽고 훈구대신들이 경빈 박씨를 차기 왕비 내정자로 지목하자, 김정, 박상 등은 단경왕후 신씨를 다시 복귀시켜야 된다는 상소를 올렸다. 이때 훈구대신들이 김정, 박상을 규탄하고, 이행 등도 김정, 박상을 규탄하자 그는 임추(任樞), 김구(金絿) 등과 연명해 구박상김정차(救朴祥金淨箚)를 올려 소신껏 언로를 말한 김정, 박상의 처벌은 부당하다는 견해를 상소하였다. 이후 사경(司經)을 지냈다. 1516년(중종 11) 경연사경(司經), 그해 가을 사간원 정언이 되어 사퇴했으나 중종이 허락하지 않았다. 1517년(중종 12) 홍문관 수찬, 경연검토관(檢討官)을 거쳐 1518년 1월 사간원정언(司諫院正言), 부수찬, 2월 홍문관부교리(弘文館副校理), 5월 홍문관 교리 겸 사헌부지평, 사헌부지평을 거쳐 병조정랑이 되었으며, 그해에 중종이 소격서를 부활하려 하자 소격서 부활의 부당함을 상소하였다.
1519년(중종 14) 병조참의로 있을 때 만일의 사태를 대비해 군비 마련을 촉구하는 상소를 올렸으나, 조정 중신들로부터 외면당하였다. 그는 여기서각 관찰사에게 명해 군량의 허실(虛實)을 조사할 것, 함경도에 군기가 부족하고 또한 오래되었으니 조사해 보충할 것, 지방 군대의 정병으로서서 가난해 군장(軍裝)을 갖추지 못한 자가 많으니 해당 관청에 명해 군장품을 나라에서 내려줄줄 것, 평안도와 함경도의 무재(武才) 있는 군사로서 가난해 말이 없는 자는 국가의 전생서 산하 목장에서 기르는 말을 가려 보내줄 것 등 10여 조를 올렸다. 1519년(중종 14) 홍문관에 있다가 사헌부지평으로 발령되었다. 그해 사헌부지평으로 있을 때 조광조 등 사림의 공론을 좇아 정국공신(靖國功臣)의 개정과 거짓 공신 위훈삭제를 주청했고,  훈구대신들의 눈밖에 나서 그해 기묘사화에 헌납에서 승문원박사로 좌천되었지만, 문벌이 있어 큰 처벌은 모면하였다.

### 기묘사화 이후
1521년(중종 16) 어머니 예안이씨의 상을 당하여 사직하였고, 3년상을 마친 뒤 상복을 벗고 1524년 이후 복직하여 사헌부지평, 세자시강원필선, 의정부검상, 의정부사인·세자시강원보덕, 사헌부집의 등을 역임하였다.
1526년(중종 21년)에 다시 의정부사인(舍人)에 임명되었다가 곧바로 사헌부 집의로 발탁되었고 홍문관전한(弘文館典翰)으로 전직되었다. 일찍이 경연의 자리에서 당시 재상들의 탐욕을 부린 상황을 일일이 논하였는데, 임금이 그들의 성명을 묻자 숨기지 않고 바로 지적하였다. 안팎에서 두려워하였지다. 1527년 직제학(直提學)에 올랐다가 이해 4월 아버지 임유겸의 상(喪)을 당하여 사직하고 3년상을 마쳤다. 3년상을 마친 뒤 복직하여 1530년 사인을 거쳐 종부시정으로 있을 때 왕실 종친들의 잘못을 철저히 규찰하여 지적하였다.
이 해 사헌부집의(執義)로 전보되고, 1530년(중종 25) 이조판서 장순손과 대립하다가 부패한 대신들을 지적할 때 은유적으로 장순손 등을 지적했다. 이 일로 그의 미움을 사서 사섬시정(司贍寺正)으로 좌천되었다. 그 뒤 종부시정, 사섬시정, 시강원보덕을 거쳐 다시 사헌부집의가 되었을 때, 왕실의 외척 김안로(金安老)가 세자를 보호한다는 이유로 권력을 휘두르자, 그는 형 임추와 함께 김안로의 권력농단과 악정에 대해 논박하다가 사간원대사간 심언광(沈彦光)의 모함으로 탄핵을 받고 파직되어, 충청도 예산(禮山)으로 퇴거하였다. 그와 함께 김안로를 공격한 이행은 유배되었다. 예산에 간 그는 손수 농사를 벗삼았다 한다.
1537년(중종 32년) 김안로가 실각하면서 그의 당여인 허항(許沆), 채무택(蔡無擇) 등이 제거되자, 복직하여 봉상시부정(奉常寺副正)이 되고 병조참지(兵曹參知)를 거쳐 예조참의로 중용되었다. 다시 병조참지가 되었다가, 1539년 명나라에 파견되는 동지사(冬至使)로 주청사인 권벌(權橃) 등과 함께 명나라에 가서 이성계가 이인임의 아들로 기록된 명나라의 백과사전 대명회통 내의 조선 종계(宗系)의 정정을 주청하였다.

### 생애 후반
1539년(중종 34) 명나라에서 귀국한 이후 1540년 예조참판을 지내고 경상도 관찰사에 발령, 부임하였다. 경상도 관찰사로 재직할 때 신병을 이유로 사퇴했다가, 이조참판을 거쳐  전라도관찰사, 동지중추부사 등을 역임하였다. 1542년(중종 37년) 병조판서, 중추부지사를 거쳐 1544년 예조판서에 임명되었다. 1544년 예조판서로 지의금부사를 겸하였는데 이때 중종이 서거하여 빈전도감제조(殯殿都監提調)와 찬례(贊禮)직을 맡아 중종의 국장의례를 관장하였다. 한편 윤원형 등이 서얼허통과 서자에게 과거 응시 허락을 제안하였을 때 임권은 이를 강력 반대하였으며, 조선의 사정을 이유로 이를 논박하기도 했다.
1545년(인종 2) 5월 15일 행동지중추부사로 전직되었다. 이때 곽순(郭珣) 등의 모함과 참소로 파직되었으나 양사에서 계속 그를 공격했는데, 1545년 명종 즉위 직후 복직하였다. 1545년(명종 즉위) 8월 공조판서로 경연특진관을 겸직하였고 그해 9월 3일 의정부좌참찬이 되었다가 9월 9일 우참찬으로 보직변경되었다. 1546년(명종 1) 위사원종공신 3등(衛社原從功臣)에 녹선되고, 정헌(正憲)으로 승진했으며 춘추관지사(春秋館知事)를 겸임해 중종실록의 편찬과 인종실록의 편찬에 중도 참여하였다. 이어 의정부우참찬(右參贊)에 올랐다가 좌참찬, 다시 우참찬을 역임하고, 1548년(명종 3) 동지경연사(同知經筵事) 및 오위도총부도총관직을 겸하였다.  1549년(명종 4) 1월 다시 좌참찬이 되고 지경연사를 겸직했다.
와병중인 상태에서 문정왕후(文定王后) 등의 지시로 불교 부흥 작업이 시작되자 그는 소를 올려 격렬하게 반대하였다. 1551년(명종 6년) 불교의 양종(兩宗) 및 승려선발 과거 시험인 선과(禪科)가 다시 설치, 시행되자 이단의 혁파를 적극 주장하였다. 1551년 4월에는 고려 태조 왕건이 삼한 통합에 공이 있다하여 숭의전에 제사를 지낼 것을 건의하여 성사시켰다. 이후 좌참찬으로 경연과 비변사에 참여하여 정사를 논의하였다. 그러나 윤원형이 권력을 쥐었을 때 여러 신료들이 윤원형에게 고개숙였지만 그는 윤원형의 말을 잘 따르지 않았다.
그는 허례허식을 싫어하고, 고루한 것을 싫어하였다. 저서로는 《정용재문집 (靜容齋文集)》이 있으며, 그의 시 39수와 그의 글, 상소들을 후손 형준이 일부 모아서 간행하였다. 1557년(명종 12) 6월 17일 좌참찬으로 직무를 보던 중 사망했다. 실록에서는 "임권은 강직한 사람이다. 그 말이 강직했기 때문에 사람들이 혹 꺼리기도 했지마는 세 조정을 섬긴 노신(老臣)이 갑자기 죽었으니 애석한 일이다."라고 평하였다. 실록은 또, 비록 일방적으로 고집하는 병통은 있었으나 이런 사람도 얻기가 어렵다는 평도 남겼다. 사람됨이 굳세고 곧아서 본래 성색(聲色)은 좋아 하지 않았다. 자제를 대함에 있어서는 엄했고 제사를 받듦에도 정성껏 했다는 인물평도 있다.

### 사후
시신은 1557년(명종 12) 8월 22일에 경기도 양주군 치소 북쪽 회암면 율정리(후일의, 양주군 회천읍 율정리) 선영 건너편 왼쪽 언덕에 안장되었다. 묘비문은 그의 친구인 양곡 소세양(陽谷 蘇世讓)이 지었는데, 후일 국조인물고에 실리게 되었다.  후일 그의 문집 정용재집은 1939년 후손 임형준(任炯準)이 편집, 간행하였다. 후일 그의 묘소는 경기도 양주시 율정동 240-4번지에서 경기도 양주시 율정동 산2-62번지로 개정되었다.
위사공신이 혁파되면서 정헌대부에서 다시 자헌대부로 깎이게 되었고, 그의 묘비 전면에는 최종관직인 의정부좌참찬이지만, 계급은 최종계급인 정헌대부가 아닌 자헌대부 품계로 새겨져 자헌대부 의정부좌참찬이 되었다. 그의 묘 오른쪽에 부인 영산신씨의 묘소가 쌍분으로 조성되었다. 바로 정헌의 시호가 추서되었다. 묘비와 신도비가 같이 존재하는데, 묘비 외에 신도비는 그의 묘소 바로 왼편에 서 있다.
임권의 묘는 아버지 임유겸 내외, 형 임추 내외의 묘소 입구에서 왼쪽 갈래길 언덕에 조성되었다. 후일 임권의 묘 아래에 아들 임중신의 묘, 손자 임진, 증손 임경술, 4대손 임서 등 그의 후손들의 묘소가 그의 묘소 바로 옆언덕에 차례대로 조성되어, 따로 정헌공파 선영으로 조성되었다. 2009년 3월 30일에는 근처 율정동 산 32-1번지와 모정동 산 22-1번지에 있던 후손들의 묘소가 주변 신도시개발로 수용되면서, 다시 임권 묘소 바로 건너편 언덕에 차례대로 이장, 조성되었다. 그밖에도 율정동 산 2-16번지에는 그의 또다른 동생 임병(任柄)의 묘가 있다. 그밖에 그의 묘소 주변에는 양주 회암사지 절터가 있다.
기묘사화 때 화를 입은 이들을 기록한 기묘명현록에도 수록되었다.

## 저서
- 《정용재문집 (靜容齋文集)》

## 가족
- 할아버지 : 임한(任漢)
- 할머니 : 남양 홍씨, 남심(南深)의 딸
  - 삼촌 : 임유손(任由孫)
- 아버지 : 임유겸(任由謙, 1456년 ~ 1527년)
- 어머니 : 예안이씨(禮安李氏, ? ~ 1522년), 이신(李愼)의 딸
  - 형 : 임추(任樞, 1482년 ~ 1534년)
  - 동생 : 임병(任柄)
  - 동생 : 임건(任楗)
  - 동생 : 임간(任幹, 1496년 ~ 1547년)
  - 누이 : 풍천임씨, 동복현감 윤수의(尹壽義)의 처
  - 누이 : 풍천임씨, 사헌부감찰 윤정신(尹貞臣)의 처
- 부인 : 영산신씨(靈山辛氏), 진사 신제담(辛悌聃)의 딸, 수문전대제학 신인손(辛引孫)의 손녀
  - 아들 : 임중신(任重臣, 1517년 3월 24일 ~ 1580년 8월 28일)
  - 며느리 : 전주이씨, 평릉정 이호(平陵正 李儫)의 딸, 임중신의 전처, 후사없음
  - 며느리 : 이씨, 현감 이옹(李壅)의 딸, 임중신의 후처
    - 손자 : 임증(任拯)
    - 손자 : 임진(任振)
    - 손녀 : 풍천임씨
    - 손녀사위 :  신흡(申洽)

  - 첩며느리 : 이름 미상, 아들 임중신의 첩
    - 서손자 : 임용(任龍)
    - 서손녀 : 풍천임씨, 하동군(河東君)의 첩
    - 서손녀사위 : 하동군(河東君)

  - 딸 : 풍천임씨
  - 사위 : 이감(李戡)
    - 외손자 : 이성헌(李成憲)
    - 외손녀 : 이씨
    - 외손녀사위 : 윤유후(尹裕後)

## 같이 보기
- 임유겸
- 이감
- 소세양